# Olga Liová
Olga Sergejevna Liová (nepřechýleně Li, rusky Ольга Сергеевна Ли, Olga Sergejevna Li, * 22. července 1986, Abaj, Abajský okres, Kazachstán) je ruská politička, šéfredaktorka a spoluzakladatelka listu Narodnyj žurnalist.
Nezávislým ruským tiskem označovaná jako zázračné dítě regionální politiky.

## Život
Narodila se v kazachstánském městě Abaj, ležícím kolem oděvních závodů a dolů. Po skončení výroby na počátku 90. let 20. století se její matka s dětmi odstěhovala v rámci exodu rusky hovořícího obyvatelstva do Kursku. Olga Liová nejprve navštěvovala všeobecně vzdělávací školu, později přešla na školu s matematickým zaměřením, kterou ukončila se zlatou medailí. V roce 2003 se zapsala na ekonomickou fakultu Kurské státní technické univerzity (Ку́рский госуда́рственный техни́ческий университе́т).
Je šéfredaktorkou a spoluzakladatelkou listu Narodnyj žurnalist (rusky Народный журналист), který začal vycházet v prosinci 2006 a expresivně publikovat investigativní žurnalistiku v oblasti daní, státního zastupitelství a soudů.
V roce 2011 byla zvolena poslankyní Kurské oblastní dumy jako jediná nezávislá kandidátka, nezařazená do žádné politické strany nebo frakce.

V ruských parlamentních volbách 2016 kandidovala jako lídr oblastní kandidátky (Kurská a Bělgorodská oblast) za stranu Jabloko. Podle volebních výsledků získala jako 4. nejúspěšnější kandidát 10,15 % hlasů.

## Publicistika
V roce 2013 se stala známou nad rámec Kurské oblasti návrhem, aby občané přestali platit poplatky za nefungující veřejné služby. V prosinci 2013 uspořádala demonstraci proti korupci, na kterou přišlo několik set lidí.
V březnu 2016 publikovala prohlášení, ve kterém obvinila Vladimira Putina ze zločinného spiknutí proti vlastnímu národu a z propagandy násilí prostřednictvím ruských federálních televizních společností. Dále uvedla, že Putinova vnitřní i vnější politika přivedla ke krachu finanční systém Ruska a způsobila konec Ruska jako právního státu. Dále oznámila, že popularita Vladimira Putina v Kurské oblasti podle průzkumu, který provedla sama, nepřevyšuje 25 %.

### Prohlášení vůči Vladimirovi Putinovi
| „         | Pane prezidente, na základě zhodnocení korespondence s vámi a s generální prokuraturou musím konstatovat, že vám, jako garantovi Ústavy, a vámi jmenovanému generálnímu prokurátorovi Čajkovi, je naprosto lhostejný osud miliónů občanů. Skutečnost, že stovky lidí zcela otevřeně požadují demisi prokurátora Kurské oblasti Filimonova, tisíce lidí v obavách z pronásledování o to žádají anonymně, desítky lidí volají po zahájení jeho trestního stíhání, a vy a váš prokurátor to všechno ignorujete, svědčí o zločinném spiknutí špiček moci proti vlastnímu národu. Na území Kurské oblasti, a nevylučuji ani jiné regiony, působí zločinecké skupiny, jejichž členy jsou především zaměstnanci prokuratury, policie a soudu. Dosud nikdo Vám do očí neřekl, že vaše vnitřní a vnější politika, pokud vůbec existuje, již vedla ke krachu finančního systému Ruska a k likvidaci Ruska jako právního státu. | “ |
| — Olga Li | |   |

Jejímu prohlášení následovalo oznámení o zahájení trestního řízení pro podezření z pomluvy a extremismu. Podle Olgy Li byl kromě kritiky Vladimira Putina důvodem zahájení trestního řízení i její nesouhlas s anexí Krymu Ruskem.